# Pema Chewang
Dasho Pema Chewang (né en 1967/1968) est un fonctionnaire et homme politique bhoutanais, fondateur et président du Parti tendrel du Bhoutan (BTP). Avant son entrée en en politique en 2022, il est le secrétaire de la commission foncière nationale du Bhoutan depuis 2014.

## Biographie
En novembre 2022, il fonde le BTP et est élu à l'unanimité président du parti. 
Le BTP est enregistré comme parti politique par la Commission électorale du Bhoutan en janvier 2023 et présente des candidats aux élections législatives de la même année. Chewang se présente comme candidat dans la circonscription de Kanglung-Samkhar-Udzorong (Trashigang), où il arrive en première position lors du premier tour, avec 49,16 % des voix. Il remporte ensuite le second tour avec 66,91 % des voix. Il devient alors chef de l'opposition à l'Assemblée nationale.